# 慕容順
慕容 順（ぼよう じゅん、生年不詳 - 635年）は、吐谷渾の首長。趉胡呂烏甘豆可汗を号した。

## 生涯
伏允の嫡子として生まれた。隋の煬帝が即位すると、伏允は慕容順を隋に派遣した。ときに伏允は鉄勒に敗れ、さらに隋の征討を受けて大敗し、その領土を失った。伏允は党項に亡命し、慕容順は隋に抑留された。隋により金紫光禄大夫の位を受けた。煬帝は慕容順を主として、玉門に送り出し、吐谷渾の残党を統率させようとした。吐谷渾の大宝王尼洛周を補佐としたが、西平郡で部下に尼洛周が殺害されたため、慕容順はやむなく長安にもどった。隋末唐初の混乱に乗じて伏允が旧領を回復し、唐に朝貢するようになると、慕容順は吐谷渾に帰国することができた。伏允の下で吐谷渾の大寧王とされ、太子になれなかったことから不満を抱いた。635年、唐の侵攻を受けて敗れると、慕容順は国相の天柱王を斬って、唐に降った。伏允が自殺すると、慕容順は可汗に擁立され、唐の臣を称した。唐の西平郡王に封じられ、趉胡呂烏甘豆可汗の号を受けた。唐の太宗は慕容順が吐谷渾を安定させることができないことを懸念して、李大亮に精兵数千を与えて後援させた。慕容順は隋での人質生活が長かったため、吐谷渾の人々に支持されず、ほどなく臣下に殺害された。子の燕王諾曷鉢が後を嗣いだ。

## 参考資料
- 『隋書』西域伝
- 『北史』四夷伝下
- 『旧唐書』西戎伝
- 『新唐書』西域伝上